# Clossiana apennina
Clossiana apennina är en fjärilsart som beskrevs av Otto Staudinger 1901. Clossiana apennina ingår i släktet Clossiana och familjen praktfjärilar. Inga underarter finns listade i Catalogue of Life.